# Heinrich Wieleitner
Heinrich Wieleitner (Wasserburg am Inn, 31 de outubro de 1874 – Munique, 27 de dezembro de 1931) foi um historiador da matemática alemão.

## Vida
Wieleitner era filho de uma família humilde e frequentou a escola em seminários em Schoyten e Freising, que se destinaram à formação de futuros pastores católicos. Além de um talento matemático tinha também talento para idiomas. Falava e lia latim, grego, francês, italiano e inglês. A partir de 1893 estudou matemática em Munique (que financiou com aulas particulares) e foi então, depois de um curto período de tempo como assistente de Walther von Dyck, professor de escola secundária, primeiro a partir de 1898 em Speyer, onde se tornou professor em 1900. No mesmo ano obteve um doutorado, orientado por Ferdinand von Lindemann. Em 1904 participou do Congresso Internacional de Matemáticos em Heidelberg e em 1908 em Roma, onde fez contato com matemáticos italianos como Gino Loria. Em 1909 foi professor de gramática em Pirmasens. Em 1915 foi reitor da escola secundária em Speyer. Em 1920 foi vice-reitor do Realgymnasium em Augsburg. Sua reputação como historiador da matemática já era tão grande que Arnold Sommerfeld sugeriu que ele obtivesse a habilitação. A partir de 1928 lecionou história da matemática na Universidade de Munique. Em 1930 tornou-se professor honorário. Foi membro do "Comité international d’histoire des sciences" em Paris.
Siegfried Gottwald e Hans-Joachim Illgauds elogiaram seus "estudos históricos extremamente confiáveis" da antiguidade até o século XIX. Bortolotti escreveu em seu obituário que ele foi após a morte de Paul Tannery, Gustaf Eneström e Hieronymus Georg Zeuthen o melhor historiador de matemática.
Continuou uma história da matemática iniciada por Siegmund Günther e Anton von Braunmühl, que deveria ser uma alternativa acessível para a extensa história matemática de Moritz Cantor. Sob a mão de Wieleitner, que intercambiou com Eneström (um severo crítico de Cantor), tornou-se uma nova história independente da matemática, que remeteu às fontes originais. Uma apresentação mais curta seguiu depois para a Coleção Göschen.
Ele também editou fontes, como por exemplo com Julius Ruska a tradução dos ensinamentos trigonométricos de Al-Biruni (Hanover, 1927), que Karl Schoy completou, e um livro fonte de quatro volumes sobre matemática para uso escolar.

## Reconhecimentos
Em 1919 foi eleito membro da Academia Leopoldina.

## Publicações selecionadas
- Theorie der algebraischen Kurven höherer Ordnung, Leipzig, 1905 (Coleção Schubert)
- Spezielle ebene Kurven, Leipzig 1908 (Coleção Schubert)
- Anton von Braunmühl. In: Bibliotheca Mathematica, 3. Série. 1910, p. 316–330. Digitalisat Univ. Heidelberg
- Der Begriff der Zahl in seiner logischen und historischen Entwicklung, Leipzig, Berlim 1911, 3. Edição 1927
- Algebraische Kurven Teil 1, 2, Coleção Göschen 1914, 1918, 3. Edição 1930
- Die Geburt der modernen Mathematik, 2 Volumes, Karlsruhe 1924, 1925
- com S. Günther Geschichte der Mathematik, Leipzig, 2 Volumes, Leipzig, Coleção Schubert, 1908 (Günther, Volume 1), 1911, 1921 (Wieleitner, Volume 2 em duas partes, começa a partir de Descartes)
- Geschichte der Mathematik (Neue Bearbeitung), Coleção Göschen 2 Volumes 1922, 1923
- Mathematische Quellenbücher, 4 Volumes, Berlim 1927 a 1929
- Zur Frühgeschichte des Imaginären, Jahresbericht DMV 1927
- Bemerkungen zu Fermats Methode der Aufsuchung von Extremwerten und der Bestimmung von Kurventangenten, Jahresbericht DMV 1929